# Гончаренко, Валерий
Валерий Гончаренко — советский спортсмен, чемпион мира по спортивной акробатике.

## Биография
Занимался акробатикой в Тольятти, где тренировался у Виталия Гройсмана.

## Достижения
В команде с Н. Гусевым, И. Якушовым и С. Абубакаровым принимал участие в чемпионате мира по спортивной акробатике 1978 года, где завоевал золото в первом упражнении, серебро во втором и серебро в многоборье.